# Michèle Sebag
Pour les articles homonymes, voir Sebag.
Michèle Sebag est une chercheuse en informatique française, directrice de recherche au CNRS.

## Biographie
Élève de l'École normale supérieure de jeunes filles de 1975 à 1979, elle obtient l'agrégation de mathématiques en 1978. Elle est ingénieure chez Thomson-CSF (1980-1985), et  suit les cours d'intelligence artificielle de Jean-Louis Laurière à l'université Paris 6. En parallèle, elle obtient un DEA d'économie à l'université Paris-Nanterre en 1983. Devenue ingénieur conseil, elle prépare à l'université Paris-Dauphine un doctorat sous la direction d'Edwin Diday, de Yves Kodratoff de l'Université Paris-Sud et de Joseph Zarka du Laboratoire de Mécanique des Solides de l’École polytechnique, qu'elle soutient en 1990.
En 1991, elle est recrutée comme chargée de recherche au CNRS dans le Laboratoire de mécanique des solides de l’École polytechnique. Après avoir passé son habilitation à diriger des recherches en 1997 à l'université Paris 11, elle rejoint en 2001 le LRI, Laboratoire de recherche en informatique d'Orsay, où elle devient en 2003 directrice de recherche du CNRS. Spécialisée en intelligence artificielle et en fouille de données, elle est présidente de l'Association française pour l'intelligence artificielle de 2003 à 2010. En 2010, elle est nommée membre du Conseil scientifique de l’institut des sciences informatiques et de leurs interactions du CNRS.
Le 6 décembre 2017, elle est élue membre titulaire de l'Académie des technologies et est nommée le 11 décembre 2017 au Conseil national du numérique, parmi les 10 personnalités issues du secteur académique. 
Le 31 décembre 2018, elle est nommée au grade de chevalier dans l'ordre national de la Légion d'honneur au titre de « directrice de recherche au Centre national de la recherche scientifique ; 27 ans de services ».

## Distinctions
- Chevalière de la Légion d'honneur (2018)